# Базарний провулок (Київ)
База́рний прову́лок — зниклий провулок, що існував у Залізничному, нині Солом'янському районі міста Києва, місцевість Солом'янка. Пролягав від вулиці Урицького (нині — вулиця Митрополита Василя Липківського) до Данилівської вулиці.

## Історія
Провулок виник у 1-й третині XX століття, ймовірно під такою ж назвою (від розташованої неподалік ринкової площі Солом'янки). Ліквідований разом із навколишньою малоповерховою забудовою та переплануванням Солом'янки наприкінці 1960-х років. Офіційно ліквідований у 1977 році.